# Jacob Björnwall
Johan Jacob (Jake) Björnwall, född 2 oktober 1909 i Kiruna, död 23 januari 1988 i Jönköping, var en svensk barn- och ungdomspsykiater.
Björnwall, som var son till förste provinsialläkare Erik Björnwall och Karin Palm, avlade studentexamen i Umeå 1929, blev medicine kandidat vid Uppsala universitet 1933 och medicine licentiat vid Karolinska Institutet i Stockholm 1939. Han var assistentläkare, amanuens och underläkare på olika sjukhus 1932–1943, extra ordinarie andre läkare på S:ta Maria sjukhus 1943–1945, praktiserande läkare i Mariestad och läkare på Johannesbergs sinnesslöanstalt 1945–1948, barnpsykiater på Umeå lasarett 1948–1952, barnpsykiater från 1953 och överläkare vid barn- och ungdomspsykiatriska kliniken på Jönköpings lasarett från 1962. Han var centralstyrelsens läkare i de småländska landstingen från 1955 och barnpsykiatrisk konsult på Nannylunds skolhem i Eksjö från 1953. Han fick ett sjukhem uppkallat efter sig; Björnwallsgården. Som än idag står kvar. 